# Jezioro Kurylskie
Jezioro Kurylskie (ros.: Курильское озеро, Kurilskoje oziero) – jezioro kalderowe w azjatyckiej części Rosji, na południowym krańcu Kamczatki. Położone w kalderze między wulkanami Ilinskij i Kambalnyj. Znajduje się na terenie Rezerwatu przyrody „Jużno-Kamczatskij”.
Jezioro zajmuje powierzchnię 77,1 km². Średnia głębokość wynosi 176 m, a głębokość maksymalna 306 m. Poziom lustra wody zmienia się w zależności od pory roku; najwyższy poziom na przełomie maja i czerwca, natomiast najniższy w kwietniu; różnica poziomów wynosi średnio 1,3 m. Zasilane przez liczne rzeki i potoki spływające z otaczających zboczy.